# Skate Canada International de 1987
O Skate Canada International de 1987 foi a décima quarta edição do Skate Canada International, um evento anual de patinação artística no gelo organizado pelo Skate Canada. A competição foi disputada na cidade de Calgary, Alberta, Canadá.

## Eventos
- Individual masculino
- Individual feminino
- Duplas
- Dança no gelo

## Medalhistas
| Evento                        | Ouro                                   | Prata                                                 | Bronze                                    |
| Individual masculino detalhes | Brian Orser · Canadá                   | Brian Boitano · Estados Unidos                        | Viktor Petrenko · União Soviética         |
| Individual feminino detalhes  | Debi Thomas · Estados Unidos           | Elizabeth Manley · Canadá                             | Joanne Conway · Reino Unido               |
| Duplas detalhes               | Christine Hough · Doug Ladret · Canadá | Elena Kvitchenko · Rashid Kadyrkaev · União Soviética | Katy Keely · Joseph Mero · Estados Unidos |
| Dança no gelo detalhes        | Tracy Wilson · Rob McCall · Canadá     | Kathrin Beck · Christoff Beck · Áustria               | Lia Trovati · Roberto Pelizzola · Itália  |

## Resultados

### Individual masculino
| Pos.              | Nome              | Nacionalidade   |
| ----------------- | ----------------- | --------------- |
| Medalha de ouro   | Brian Orser       | Canadá          |
| Medalha de prata  | Brian Boitano     | Estados Unidos  |
| Medalha de bronze | Viktor Petrenko   | União Soviética |
| 4                 | Kurt Browning     | Canadá          |
| 5                 | Neil Paterson     | Canadá          |
| 6                 |                   |                 |
| 7                 |                   |                 |
| 8                 | Frederic Harpages | França          |
| ...               |                   |                 |

### Individual feminino
| Pos.              | Nome             | Nacionalidade  |
| ----------------- | ---------------- | -------------- |
| Medalha de ouro   | Debi Thomas      | Estados Unidos |
| Medalha de prata  | Elizabeth Manley | Canadá         |
| Medalha de bronze | Joanne Conway    | Reino Unido    |
| 4                 |                  |                |
| 5                 |                  |                |
| 6                 |                  |                |
| 7                 |                  |                |
| 8                 |                  |                |
| 9                 | Patricia Smith   | Canadá         |
| ...               |                  |                |

### Duplas
| Pos.              | Nome                                | Nacionalidade      |
| ----------------- | ----------------------------------- | ------------------ |
| Medalha de ouro   | Christine Hough / Doug Ladret       | Canadá             |
| Medalha de prata  | Elena Kvitchenko / Rashid Kadyrkaev | União Soviética    |
| Medalha de bronze | Katy Keely / Joseph Mero            | Estados Unidos     |
| 4                 | Cheryl Peake / Andrew Naylor        | Reino Unido        |
| 5                 | Katherine Kates / Robert Kates      | Canadá             |
| 6                 | Sonja Adalbert / Daniele Caprano    | Alemanha Ocidental |
| 7                 | Lenka Knapova / René Novotný        | Tchecoslováquia    |

### Dança no gelo
| Pos.              | Nome                            | Nacionalidade  |
| ----------------- | ------------------------------- | -------------- |
| Medalha de ouro   | Tracy Wilson / Rob McCall       | Canadá         |
| Medalha de prata  | Kathrin Beck / Christoff Beck   | Áustria        |
| Medalha de bronze | Lia Trovati / Roberto Pelizzola | Itália         |
| 4                 |                                 |                |
| 5                 | Karyn Garossino / Rod Garossino | Canadá         |
| 6                 | Susan Wynne / Joseph Druar      | Estados Unidos |
| 7                 | Jo-Anne Borlase / Martin Smith  | Canadá         |
| ...               |                                 |                |

## Quadro de medalhas
| Ordem | País            | Medalha de ouro | Medalha de prata | Medalha de bronze |    | Ordem por total |
| ----- | --------------- | --------------- | ---------------- | ----------------- | -- | --------------- |
| 1     | Canadá          | 3               | 1                |                   | 4  | 1               |
| 2     | Estados Unidos  | 1               | 1                | 1                 | 3  | 2               |
| 3     | União Soviética |                 | 1                | 1                 | 2  | 3               |
| 4     | Áustria         |                 | 1                |                   | 1  | 4               |
| 5     | Itália          |                 |                  | 1                 | 1  | 4               |
| 5     | Reino Unido     |                 |                  | 1                 | 1  | 4               |
| TOTAL | TOTAL           | 4               | 4                | 4                 | 12 | —               |